# Carmen Aída Lazo
Carmen Aída Lazo (* 3. Januar 1976) ist eine salvadorianische Politikerin.

## Leben
Die studierte Ökonomin war lange Zeit im Entwicklungsprogramm der Vereinten Nationen tätig, später engagierte sie sich in der Leitung der NGO TECHO. Seit 2012 ist sie als Dozentin an der Escuela Superior de Economia y Negocios tätig.

## Politik
2018 trat sie in den parteiinternen Vorwahlen der Partido de Concertación Nacional für die salvadorianischen Präsidentschaftswahlen im folgenden Jahr an, scheiterte jedoch an Carlos Calleja. Als dessen Vizepräsidentschaftskandidatin trat sie gemeinsam mit ihm erfolglos gegen Nayib Bukele und Félix Ulloa an.